# ГЕС Соте
ГЕС Соте (фр. Sautet) — гідроелектростанція на південному сході Франції. Знаходячись вище за ГЕС Кордеак, становить верхній ступінь каскаду на річці Драк (ліва притока Ізеру, який через Рону належить до басейну Ліонської затоки Середземного моря), що дренує західну частину Альп Дофіне та східну частину Французьких Передальп.
Водосховище станції площею поверхні 3,48 км2 та об'ємом 108 млн м3 утримує бетонна гравітаційно-аркова гребля Соте висотою 128 метрів, довжиною 80 метрів та товщиною від 3 до 75 метрів, на спорудження якої пішло 104 тис. м3 матеріалу.
Машинний зал станції обладнаний шістьма турбінами типу Френсіс загальною потужністю 76 МВт, які при напорі у 94 метри забезпечують виробництво 176 млн кВт·год електроенергії на рік.
Відпрацьована вода відводиться до нижнього балансуючого резервуара, створеного на Драку за 300 метрів нижче за греблю Sautet, звідки надходить на ГЕС Cordéac.